# Yūma Ishigaki

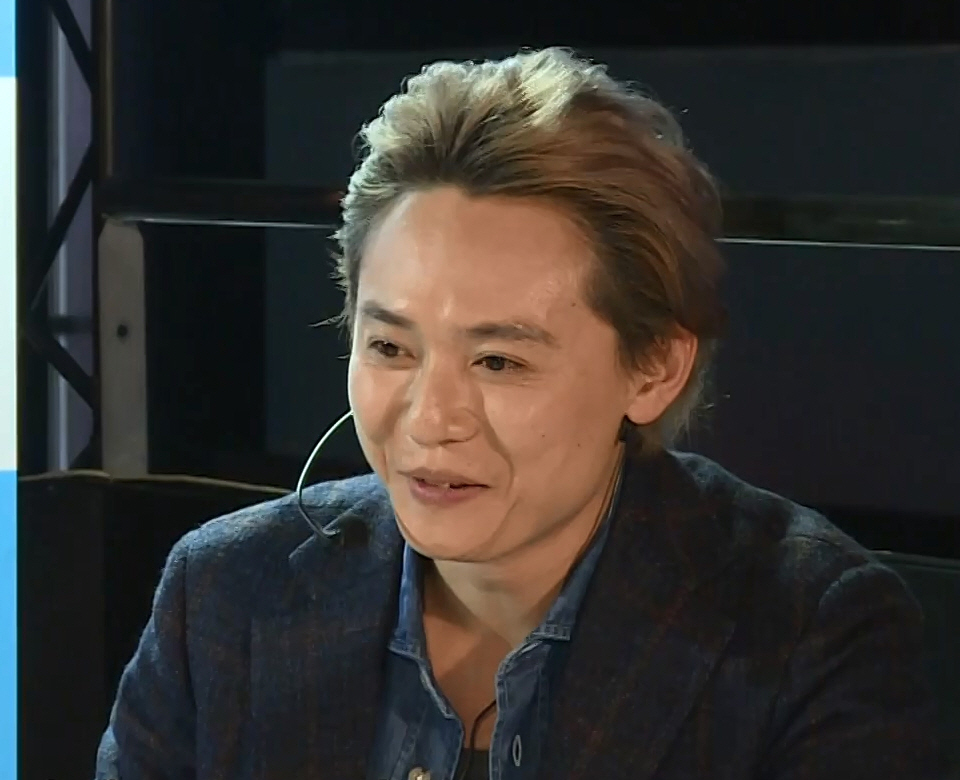
Yūma Ishigaki

Yūma Ishigaki (石垣 佑磨?, Ishigaki Yūma; Tokyo, 28 agosto 1982) è un attore giapponese.

## Biografia
È un attore giapponese che fin dai primissimi anni 2000 ha partecipato a vari film e dorama di successo interpretando ruoli via via sempre più rilevanti.

## Filmografia

### Televisione
- Mieru Onna Tsukiko (NTV, 2011)
- BOSS - Ikegami Kengo (Fuji TV, 2009, ep10-11)
- Love Game (serie televisiva) - Hidekatsu (NTV, 2009, ep8)
- Hanazakari no Kimitachi e SP - Tennoji Megumi (Fuji TV, 2008)
- Yagyu Ichizoku no Inbo (TV Asahi, 2008)
- Lotto 6 de San-oku Ni-senman En Ateta Otoko - Satake Shuichi (TV Asahi, 2008)
- Asakusa Fukumaru Ryokan 2 - Fukumaru Yoshio (TBS, 2007)
- Hanazakari no Kimitachi e - Tennoji Megumi (Fuji TV, 2007)
- Natsu Kumo Agare - Kakei Shingo (NHK, 2007)
- Asakusa Fukumaru Ryokan - Fukumaru Yoshio (TBS, 2007)
- Mikka Okure no Happy New Year! - Morimoto Koji (TBS, 2007)
- Renai Shosetsu Juhachi no Natsu (TBS, 2006)
- Shimokita Sundays - Yagami Seiichi (TV Asahi, 2006)
- Yaoh - Natsuki (TBS, 2006)
- Tenka Souran (TV Tokyo, 2006)
- Holyland - Kamishiro Yu (TV Tokyo, 2005)
- Division 1 Yuku na! Ryoma (Fuji TV, 2005)
- Ganbatte Ikimasshoi (KTV, 2005, ep1)
- Engine (serie televisiva) - Ibuki Tetsuya (Fuji TV, 2005)
- H2 (serie televisiva) - Kine Ryutaro (TBS, 2005)
- Honto ni Atta Kowai Hanashi 2 Shiosai no Yume (Fuji TV, 2004, ep2)
- Yonimo Kimyona Monogatari Aketekure (Fuji TV, 2004)
- Ace o nerae kiseki e no chōsen - Ozaki Yu (TV Asahi, 2004)
- Ace o nerae! - Ozaki Yu (TV Asahi, 2004)
- Ranpo R Kuro Tokage (NTV, 2004)
- Yankee Bokou ni Kaeru - Shimada Tetsuki (TBS, 2003)
- Water Boys - Takahara Go (TBS, 2003)
- Gokusen - Minami Yoichi (NTV, 2002)
- R-17 (TV Asahi, 2001)
- Densetsu no Kyoshi (NTV, 2000)

### Cinema
- 2000. Kamen Gakuen
- 2003: Lover's Kiss
- 2003: Azumi
- 2003: Battle Royale II: Requiem
- 2005: Azumi 2
- 2009: Gokusen - Il film
- 2010: 13 assassini

## Doppiatori italiani
- Paolo De Santis in Azumi, Azumi 2
- Emiliano Baldari in Battle Royale II: Requiem